# Wawona, California
Wawona, California (енгл. Wawona) насељено је место без административног статуса у америчкој савезној држави Калифорнија.

## Демографија
По попису из 2010. године број становника је 169.
| Група             | 2000.    | 2010.       |
| Белци             | 0 (0,0%) | 137 (81,1%) |
| Афроамериканци    | 0 (0,0%) | 2 (1,2%)    |
| Азијати           | 0 (0,0%) | 4 (2,4%)    |
| Хиспаноамериканци | 0 (0,0%) | 12 (7,1%)   |
| Укупно            | 0        | 169         |